# تركاني بايين (باقران)
ترکاني بایین (بالإنجليزية: Tarakani-ye Pain)‏ هي مستوطنة تقع في إيران في قسم باقران الريفي. يقدر عدد سكانها بـ 22 نسمة .